# Sarcophrynium schweinfurthianum
Sarcophrynium schweinfurthianum är en strimbladsväxtart som först beskrevs av Carl Ernst Otto Kuntze, och fick sitt nu gällande namn av Milne-redh. Sarcophrynium schweinfurthianum ingår i släktet Sarcophrynium och familjen strimbladsväxter. Inga underarter finns listade.